# Epicentro

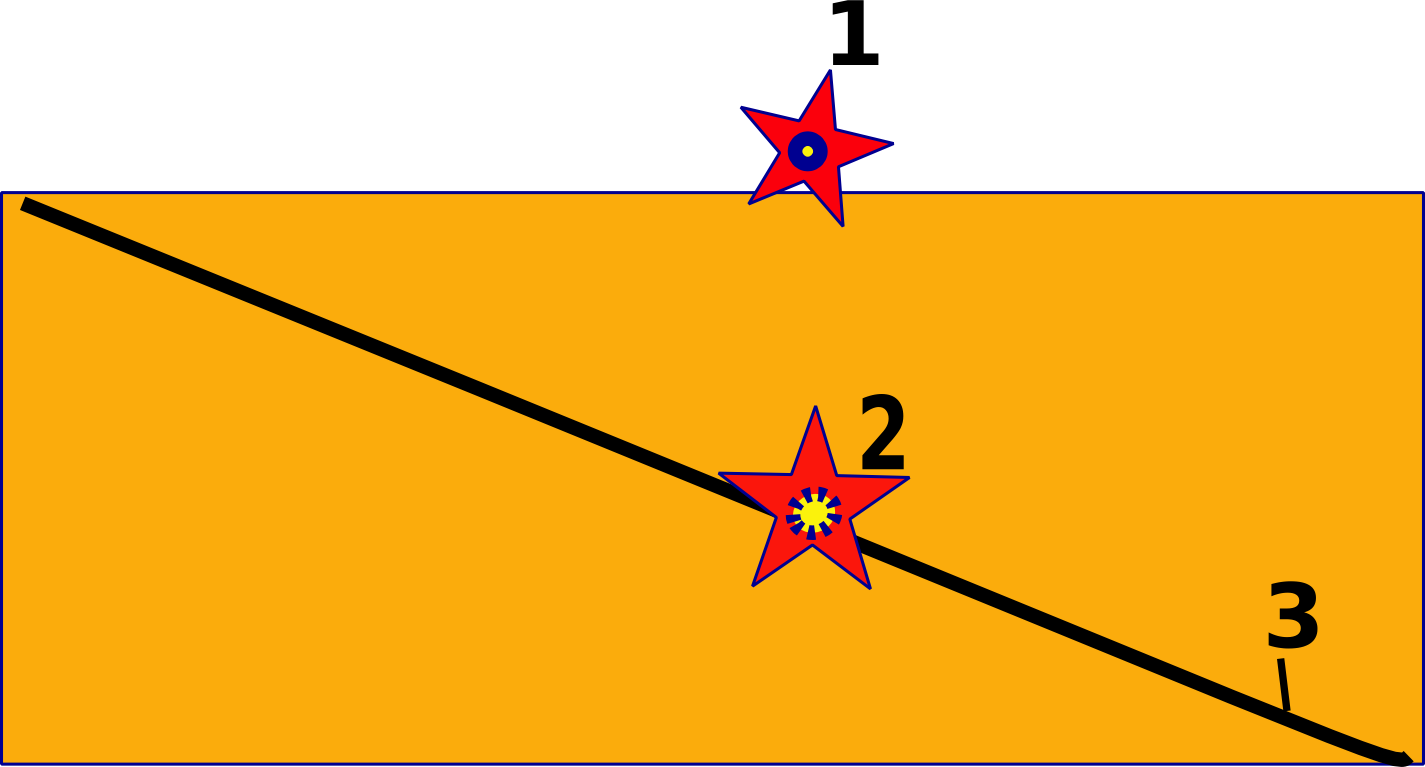
L'ipocentro (2) è il punto di origine del terremoto, sul piano di faglia (3). La sua proiezione in superficie è l'epicentro (1).

L'epicentro (dal Greco: επίκεντρον) è il punto della superficie terrestre posto esattamente sopra l'ipocentro (che è il punto nel quale ha avuto origine il terremoto al di sotto della crosta terrestre) ed il luogo dove il terremoto produce generalmente effetti di intensità maggiore.

## Descrizione
Le onde sismiche si propagano sfericamente dall'ipocentro. A causa del nucleo esterno, fluido, che assorbe le onde S e rifrange le onde P, molti punti sulla superficie della Terra opposta all'epicentro non risentono dell'influenza del terremoto.
Dopo un terremoto, i sismologi sono in grado di localizzare l'epicentro utilizzando diversi sismogrammi. Il metodo che usualmente si utilizza per la localizzazione dell'epicentro è basato sulla rilevazione del ritardo temporale dell'arrivo delle onde S da quelle P più veloci,  essendo nota anche la differenza di velocità tra i due tipi di onde nel mezzo terrestre interessato dalla propagazione delle onde sismiche: triangolando i dati ottenuti da almeno tre stazioni sismometriche si determina la localizzazione dell'epicentro.
Il termine «epicentro» è utilizzato anche per descrivere il centro di altri eventi catastrofici, come il punto di impatto di un meteorite o di una cometa. Non è raro nei media l'utilizzo scorretto del termine "epicentro" laddove sarebbe corretto "ipocentro".